# IAR 822
Lo IAR 822 era un aereo agricolo monomotore ad ala bassa sviluppato negli anni settanta e prodotto inizialmente dall'azienda rumena Intreprinderea de Reparatii Material Aeronautic (IRMA) e successivamente dalla Industria Aeronautică Română (IAR).
Sviluppato dal precedente IAR 821 ne risultava essere una leggera evoluzione equipaggiata con una diversa motorizzazione, lo statunitense Lycoming IO-540 a cilindri contrapposti.

## Storia

### Sviluppo
Dopo il buon successo del IAR 821 realizzato nel 1967, negli anni seguenti l'ufficio tecnico diretto da Radu Manicatide presso l'Institutul de Mecanica Fluidelor si Cercetari Aerospatiale (IMFCA) (Istituto di Meccanica dei Fluidi e della Ricerca Aerospaziale), sviluppò ulteriormente il progetto iniziale finalizzando il velivolo all'impiego agricolo.
La costruzione del prototipo, al quale venne assegnata la designazione IAR 822, venne assegnata all'azienda Intreprinderea de Reparatii Material Aeronautic (IRMA) che si concretizzò nel 1970. Il velivolo, marche YR-MCA, venne portato in volo per la prima volta durante quello stesso anno equipaggiato con una barra irrorante con ugelli orientabili e, dati i buoni risultati, avviato alla produzione in serie nel 1971.
Successivamente, analogamente a quanto fatto con il precedente modello, Manicatide ne sviluppò una versione biposto, designata IAR 822B, caratterizzata dall'abitacolo allungato a due posti in tandem dotato di doppi comandi e destinata alla formazione dei piloti destinati ad operare con aerei agricoli.
Al termine della produzione furono almeno 30 gli esemplari costruiti, 20 monoposto e 10 biposto.

## Descrizione tecnica
Lo IAR 822 riproponeva la struttura del precedente modello realizzata in tecnica mista e dall'aspetto tradizionale, monomotore monoplano ad ala bassa con carrello fisso.
Dotato, secondo il costruttore, di buona manovrabilità, presentava un peso carico di 1 250 kg in configurazione standard che passavano a 1 900 kg in configurazione agricola.
La fusoliera era realizzata con struttura in tubi d'acciaio al cromo-molibdeno saldati e ricoperta anteriormente in pannelli metallici e posteriormente in tela. Nella struttura era ricavato l'unico abitacolo chiuso destinato al pilota, progettato per rimanere intatto dopo un impatto al suolo in caso di incidente, preceduto da un serbatoio per i prodotti chimici da 800 L, corrispondente a 600–630 kg, in corrispondenza del centro di gravità del velivolo. Posteriormente terminava in un impennaggio classico monoderiva realizzato con elementi in legno.
L'ala, montata bassa sulla fusoliera, utilizzava il profilo NACA 23014 ed era dotata di alettoni e flap.
Il carrello d'atterraggio era un semplice biciclo anteriore fisso integrato posteriormente da un ruotino d'appoggio posizionato sotto la coda.
La propulsione era affidata ad un motore Lycoming IO-540-G1D5, un motore a sei cilindri contrapposti raffreddato ad aria in grado di erogare una potenza pari a 290 hp (216 kW), collocato all'apice anteriore della fusoliera racchiuso in un cofano metallico dotato di una coppia di prese d'aria laterali ed abbinato ad un'elica bipala metallica Hartzell a passo variabile.

## Versioni
822
versione agricola monoposto, realizzata in 20 esemplari.
822B
versione multiruolo biposto con abitacolo allungato e serbatoio per i composti chimici di capacità ridotta, realizzata in 10 esemplari.